# Utricularia rhododactylos
Utricularia rhododactylos är en tätörtsväxtart som beskrevs av Peter Geoffrey Taylor. Utricularia rhododactylos ingår i släktet bläddror, och familjen tätörtsväxter. Inga underarter finns listade i Catalogue of Life.